# El amigo alemán
Pour les articles homonymes, voir Amigo.
Pour plus de détails, voir Fiche technique et Distribution.
El amigo alemán est un film de la réalisatrice germano-argentine et scénariste Jeanine Meerapfel sorti en 2012.

## Synopsis
Sulamit Löwenstein et Friedrich Burg, enfants d'immigrés allemands, ont grandi ensemble dans le Buenos Aires des années 1950. La famille de Sulamit est une famille juive qui s'est exilée en Amérique du Sud pour échapper à l'holocauste ; celle de Friedrich était partisane du nazisme et a changé de nom au cours de sa fuite. Sulamit et Friedrich deviennent amis et tombent amoureux l'un de l'autre. 
Quand Friedrich découvre que son père était un SS et un criminel de guerre, il décide de rompre tout lien avec sa famille et de partir en Allemagne. Là-bas, il rejoint les mouvements étudiants des années 1960. Sulamit le suit à Francfort grâce à une bourse. Mais l'obsession de Friedrich pour la politique ne laisse pas de place à une relation amoureuse. Sulamit rencontre alors Michael, un professeur, et tombe amoureuse de lui. Elle continue cependant de prendre des nouvelles de Friedrich. 
Friedrich retourne en Argentine pour lutter contre la 
dictature militaire. Mais il est arrêté et emprisonné lors d'une action armée. Sulamit, informée de la disparition de Friedrich, part en Argentine et retrouve l'endroit où il est détenu. Elle réussit à lui rendre visite en prison grâce à l'aide d'un groupe de soutien des disparus politiques qui lui procure un faux passeport. Elle se rend compte alors qu'elle aime Friedrich par-dessus tout et se sépare de Michael à son retour en Allemagne. 
À la suite du changement de gouvernement en Argentine en 1983, Friedrich est libéré. Il se rend en Patagonie pour soutenir les Mapuches qui luttent pour garder leur territoire. Sulamit revient en Argentine pour rejoindre l'homme qu'elle a toujours aimé.

## Contexte
Le film dont l'intrigue s'étend sur plusieurs décennies s'inspire de la vie de la réalisatrice Jeanine Meerapfel. À l'instar de sa protagoniste Sulamit, elle vient d'une famille juive allemande qui a fui en Argentine pendant la Seconde Guerre mondiale, a grandi dans le Buenos Aires des années 1950, a étudié en Allemagne à l'époque des mouvements étudiants et y a ensuite travaillé.
Dans son film, Meerapfel a inséré des images documentaires de l'époque. Les langues utilisées sont le français et l'allemand. Elles diffèrent selon le lieu de l'intrigue et les personnages présents. La langue sert de marque d'identité première. Par exemple, la mère de Sulamit parle allemand à sa fille et Sulamit lui répond en espagnol. Cet effet n'est pas retranscrit dans la version doublée allemande. 

## Distinctions
- 2012: Cinq nominations dans les catégories Meilleur film, Meilleure mise en scène, Meilleure actrice (Celeste Cid), Meilleurs décors et Meilleure musique pour le prix argentin Cóndor de Plata[3].